# Song Jin-hyung
Dans ce nom coréen, le nom de famille, Song, précède le nom personnel.
Song Jin-hyung est un footballeur professionnel international sud-coréen, né le 13 août 1987 à Séoul. Il évolue au poste d'ailier droit au FC Séoul.

## Biographie
Song Jin-hyung a été formé au Brésil, au SC Internacional. 
En 2005, il retourne dans la ville qui l'a vu naître pour jouer au FC Séoul. Comme d'autres joueurs coréens, il s'illustre en A-League en signant au Newcastle United Jets en janvier 2008. 
En 2010, le contrat le liant au club australien prenant fin, il décide de tenter sa chance en Europe plutôt que de prolonger son contrat. Ainsi, il effectue un essai au club du PSV Eindhoven au printemps 2010. 
Finalement, il signe au Tours FC et est présenté à son équipe le 28 juin 2010. Après de bons débuts en Touraine, la seconde saison est moins bonne et il joue moins et ne confirme pas ses belles prestations. Il profite du mercato hivernal de 2012 pour changer de clubs, à six mois du terme de son contrat avec le club tourangeau.
Le 29 janvier 2012, il signe un contrat avec le club sud coréen de Jeju United.

## Palmarès
| - Newcastle United Jets - Championnat d'Australie - Vainqueur : 2008. |

## Statistiques
| Saison                | Club                  | Championnat           | Championnat | Championnat | Coupe nationale | Coupe nationale | Coupe de la Ligue | Coupe de la Ligue | Compétition(s) continentale(s) | Compétition(s) continentale(s) | Compétition(s) continentale(s) | Sélection    | Sélection | Sélection | Total | Total |
| Saison                | Club                  | Division              | M.          | B.          | M.              | B.              | M.                | B.                | Comp.                          | M.                             | B.                             | Équipe       | M.        | B.        | M.    | B.    |
| 2004                  | FC Séoul              | 1                     | 0           | 0           | 0               | 0               | 1                 | 0                 | -                              | -                              | -                              | -            | -         | -         | 1     | 0     |
| 2005                  | FC Séoul              | 1                     | 0           | 0           | 0               | 0               | 0                 | 0                 | -                              | -                              | -                              | -            | -         | -         | 0     | 0     |
| 2006                  | FC Séoul              | 1                     | 7           | 0           | 0               | 0               | 1                 | 0                 | -                              | -                              | -                              | -            | -         | -         | 8     | 0     |
| 2007                  | FC Séoul              | 1                     | 8           | 0           | 0               | 0               | 3                 | 0                 | -                              | -                              | -                              | -            | -         | -         | 11    | 0     |
| Sous-total            | Sous-total            | Sous-total            | 15          | 0           | 0               | 0               | 5                 | 0                 | -                              | -                              | -                              | -            | -         | -         | 20    | 0     |
| 2007-2008             | Newcastle United Jets | 1                     | 3           | 0           | -               | -               | -                 | -                 | -                              | -                              | -                              | -            | -         | -         | 3     | 0     |
| 2008-2009             | Newcastle United Jets | 1                     | 18          | 1           | -               | -               | -                 | -                 | C1                             | 1                              | 0                              | -            | -         | -         | 19    | 1     |
| 2009-2010             | Newcastle United Jets | 1                     | 28          | 4           | -               | -               | -                 | -                 | -                              | -                              | -                              | -            | -         | -         | 28    | 4     |
| Sous-total            | Sous-total            | Sous-total            | 49          | 3           | -               | -               | -                 | -                 | -                              | 1                              | 0                              | -            | -         | -         | 50    | 3     |
| 2010-2011             | Tours FC              | 2                     | 34          | 3           | 1               | 0               | -                 | -                 | -                              | -                              | -                              | -            | -         | -         | 35    | 3     |
| 2011-2012             | Tours FC              | 2                     | 17          | 0           | 2               | 0               | 2                 | 0                 | -                              | -                              | -                              | -            | -         | -         | 21    | 0     |
| Sous-total            | Sous-total            | Sous-total            | 51          | 5           | 3               | 0               | 2                 | 0                 | -                              | -                              | -                              | -            | -         | -         | 56    | 5     |
| 2012                  | Jeju United           | 1                     | 39          | 10          | 4               | 0               | -                 | -                 | -                              | -                              | -                              | Corée du Sud | 1         | 0         | 44    | 10    |
| 2013                  | Jeju United           | 1                     | 33          | 3           | 2               | 1               | -                 | -                 | -                              | -                              | -                              | -            | -         | -         | 35    | 4     |
| 2014                  | Jeju United           | 1                     | 36          | 3           | 0               | 0               | -                 | -                 | -                              | -                              | -                              | Corée du Sud | 2         | 0         | 38    | 3     |
| 2015                  | Jeju United           | 1                     | 29          | 6           | 2               | 1               | -                 | -                 | -                              | -                              | -                              | -            | -         | -         | 31    | 7     |
| 2016                  | Jeju United           | 1                     | 28          | 7           | 0               | 0               | -                 | -                 | -                              | -                              | -                              | -            | -         | -         | 28    | 7     |
| Sous-total            | Sous-total            | Sous-total            | 165         | 29          | 8               | 2               | -                 | -                 | -                              | -                              | -                              | Corée du Sud | 3         | 0         | 176   | 31    |
| 2016-2017             | Sharjah FC            | 1                     | 6           | 2           | 3               | 1               | -                 | -                 | -                              | -                              | -                              | -            | -         | -         | 9     | 3     |
| Sous-total            | Sous-total            | Sous-total            | 6           | 2           | 3               | 1               | -                 | -                 | -                              | -                              | -                              | -            | -         | -         | 9     | 3     |
| Total sur la carrière | Total sur la carrière | Total sur la carrière | 276         | 39          | 14              | 3               | 7                 | 0                 | -                              | 3                              | 0                              | Corée du Sud | 3         | 0         | 303   | 42    |